# NGC 2187A
NGC 2187A (другие обозначения — ESO 57-68A, PGC 18355) — спиральная галактика (Sa) в созвездии Золотая Рыба.
Этот объект не входит в число перечисленных в оригинальной редакции «Нового общего каталога» и был добавлен позднее.